# Vedella dels Pirineus Catalans

Logotip IGP Vedella dels Pirineus Catalans

La Vedella dels Pirineus Catalans és un producte amb Indicació Geogràfica Protegida (IGP) que engloba carn de boví de les races rústiques vaca bruna dels Pirineus, aubrac o gasconne, o bé de l'encreuament de mares d'aquestes races d'aquestes races amb mascles de races charolaise, limousine o blonde d'Aquitaine, adaptades a la zona geogràfica de la IGP i encebades segons el mètode de producció tradicional a la zona.
El Consell Regulador Vedella dels Pirineus Catalans es troba a la partida de Sant Esteve de la Seu d'Urgell, a l'Alt Urgell. Els ramaders per totes les comarques pirinenques de Catalunya i la indústria es localitza a la Seu d'Urgell.
La Generalitat de Catalunya va iniciar els tràmits corresponents perquè aquesta IGP sigui una indicació transfronterera que sigui extensiva a tots els Pirineus catalans, tant del sud com del nord. A la Catalunya Nord existeix la IGP Rosée des Pyrénées Catalanes i Vedell des Pyrénées Catalanes i a Catalunya Vedella dels Pirineus Catalans o Ternera de los Pirineos Catalanes.
El DOUE del 5 d'abril de 2016 va publicar la inscripció en el Registre de Denominacions d'Origen Protegides i d'Indicacions Geogràfiques Protegides «TERNERA DE LOS PIRINEOS CATALANES»/«VEDELLA DELS PIRINEUS CATALANS»/«VEDELL DES PYRÉNÉES CATALANES» (IGP).
Aquesta decisió de la Comissió Europea reconeix la primera IGP transfronterera i l'actual IGP engloba les anteriors quatre denominacions. La petició ja es va realitzar l'any 2000, però el Ministeri Francès la va recórrer quan va ser publicada el 2003 al DOUE. L'última petició va ser avalada per reunions entre representants dels ministeris d'Agricultura espanyol i francès, del DARP (Departament català d'Agricultura, Ramaderia, Pesca i Alimentació) i de les associacions de productors de vedella dels dos costats de la frontera. Es va acordar dur a terme una sol·licitud conjunta espanyola i francesa.

## Producció
Queden emparades sota aquesta indicació geogràfica protegida els vedells i les vedelles de la raça Bruna dels Pirineus, així com les de la Charolais i la Limousine i els creuaments entre elles, nascuts en l'àmbit de producció que comprèn totes les comarques pirinenques i prepirinenques. Les vaques i els vedells es crien en règim extensiu o semiextensiu, on l'alimentació de base són les pastures. Les cries creixen a l'aire lliure i mamen de la mare un mínim de quatre mesos. Aquesta alimentació es complementa amb herba de pastura. Posteriorment, l'engreix es fa a les mateixes explotacions a base de farratges i productes nobles com cereals i lleguminoses.
Per tal d'aconseguir una bona transformació del múscul en carn de qualitat, el sacrifici i l'elaboració es realitzen en escorxadors autoritzats i controlats pel Consell Regulador. El transport és respectuós amb el benestar animal. El sacrifici i l'especejament es realitzen de forma tradicional, a fi de mantenir la qualitat produïda.
El color de la carn va de rosat a vermell brillant i el greix de blanc a crema. Presenta infiltracions de greix intramuscular. La maduració de 7 dies, com a mínim, aporta la tendresa i les característiques organolèptiques que la diferencien de la resta de carns del mercat.
| Any  | Producció (tn) |
| ---- | -------------- |
| 2008 | 251            |
| 2009 | 215            |
| 2010 | 281            |
| 2011 | 248            |
| 2012 | 221            |
| 2013 | 163            |